# Lovaglás a 2004. évi nyári olimpiai játékokon
A 2004. évi nyári olimpiai játékokon a lovaglásban hat versenyszámot rendeztek. A két díjugrató számot férfiaknak, a többi négy szám nyílt volt, így nők is versenyeztek ezekben.

## Éremtáblázat
(A rendező ország csapata és a magyar érmesek eltérő háttérszínnel, az egyes számoszlopok legmagasabb értéke, vagy értékei vastagítással kiemelve.)
| A 2004. évi nyári olimpiai játékok éremtáblázata lovaglásban | A 2004. évi nyári olimpiai játékok éremtáblázata lovaglásban | A 2004. évi nyári olimpiai játékok éremtáblázata lovaglásban | A 2004. évi nyári olimpiai játékok éremtáblázata lovaglásban | A 2004. évi nyári olimpiai játékok éremtáblázata lovaglásban | Olimpia  |
| ------------------------------------------------------------ | ------------------------------------------------------------ | ------------------------------------------------------------ | ------------------------------------------------------------ | ------------------------------------------------------------ | -------- |
|                                                              | Ország                                                       | Arany                                                        | Ezüst                                                        | Bronz                                                        | Összesen |
| 1.                                                           | Egyesült Államok (USA)                                       | 1                                                            | 2                                                            | 2                                                            | 5        |
| 2.                                                           | Németország (GER)                                            | 1                                                            | 1                                                            | 2                                                            | 4        |
| 3.                                                           | Nagy-Britannia (GBR)                                         | 1                                                            | 1                                                            | 1                                                            | 3        |
| 4.                                                           | Svédország (SWE)                                             | 0                                                            | 1                                                            | 0                                                            | 1        |
|                                                              |                                                              |                                                              |                                                              |                                                              |          |
| 5.                                                           | Franciaország (FRA)                                          | 1                                                            | 0                                                            | 0                                                            | 1        |
| 5.                                                           | Hollandia (NED)                                              | 1                                                            | 0                                                            | 0                                                            | 1        |
| 5.                                                           | Brazília (BRA)                                               | 1                                                            | 0                                                            | 0                                                            | 1        |
|                                                              |                                                              |                                                              |                                                              |                                                              |          |
| 6.                                                           | Spanyolország (ESP)                                          | 0                                                            | 1                                                            | 1                                                            | 2        |
|                                                              |                                                              |                                                              |                                                              |                                                              |          |
| Összesen                                                     | Összesen                                                     | 6                                                            | 6                                                            | 6                                                            | 18       |

## Érmesek
| A 2004. évi nyári olimpiai játékok érmesei lovaglásban | | | |
| Versenyszám                                            | Arany | Ezüst | Bronz |
| Díjlovaglás egyéni                                     | Anky van Grunsven Salinero · Hollandia (NED) | Ulla Salzgeber · Németország (GER)                                                                               | Beatriz Ferrer-Salat · Spanyolország (ESP)                                                                 |
| Díjlovaglás csapat                                     | Németország (GER) · Heike Kemmer · Hubertus Schmidt · Martin Schaudt · Ulla Salzgeber | Spanyolország (ESP) · Beatriz Ferrer · Juan Antonio Jiménez · Ignacio Rambla · Rafael Soto                       | Egyesült Államok (USA) · Lisa Wilcox · Guenter Seidel · Deborah McDonald · Robert Dover                    |
| Díjugratás egyéni                                      | Rodrigo Pessoa · Brazília (BRA) | Chris Kappler · Egyesült Államok (USA)                                                                           | Marco Kutscher · Németország (GER)                                                                         |
| Díjugratás csapat                                      | Egyesült Államok (USA) · Chris Kappler · Beezie Madden · McLain Ward · Peter Wylde | Svédország (SWE) · Peder Fredericson · Rolf-Göran Bengtsson · Peter Eriksson · Malin Baryard                     | Németország (GER) · Christian Ahlmann · Marco Kutscher · Otto Becker                                       |
| Lovastusa egyéni                                       | Leslie Law · Nagy-Britannia (GBR) | Kimberly Severson · Egyesült Államok (USA)                                                                       | Philippa Funnell · Nagy-Britannia (GBR)                                                                    |
| Lovastusa csapat                                       | Franciaország (FRA) · Arnaud Boiteau · (Expo du Moulin nevű lován) · Cédric Lyard · (Fine Merveille n. l.) · Didier Courrèges · (Debat D'Estruval n. l.) · Jean Teulère · (Espoir de la Mare n. l.) · Nicolas Touzaint · (Galan de Sauvagere n. l.) | Nagy-Britannia (GBR) · Jeanette Brakewell · Mary Thomson-King · Leslie Law · Philippa Funnell · William Fox-Pitt | Egyesült Államok (USA) · Julie Richards · Amy Tryon · John Williams · Darren Chiacchia · Kimberly Severson |

 megjegyzés
1. A díjugratás egyéni versenyében 1. helyen végzett írországi Cian O'Connort lova doppingolása miatt utólag megfosztották aranyérmétől.[1]
2. A díjugratás csapatversenyében 1. helyen végzett német Ludger Beerbaumt lova doppingolása miatt utólag megfosztották aranyérmétől, így az eredménye kiesése miatt a német csapatot visszasorolták a 3. helyre.[2]